# Morgengabe
Morgengabe ist eine in Bezug auf die Eheschließung vorgenommene Zuwendung von Geld oder Gütern des Bräutigams an die Braut, manchmal aber auch eine Zuwendung der (verwitweten) Frau an den zweiten Ehemann oder eine gegenseitige Gabe der beiden Eheleute. Die Morgengabe war im traditionellen deutschen Recht von Bedeutung und ist es in islamischen Rechtsordnungen heute noch.

## Deutscher Rechtskreis
Die Morgengabe war nach traditionellem deutschem Recht ein Geschenk des Mannes an die Ehefrau. Ihren Namen hat sie von dem Brauch, sie am Morgen nach der Hochzeitsnacht zu überreichen – dieser Zeitpunkt war aber nicht immer und nicht überall verbindlich. So konnte sie auch bei der Eheschließung überreicht oder zu diesem Zeitpunkt für den Fall des Vorversterbens des Zuwendenden nur versprochen werden. Die Morgengabe stellte ein Geschenk dar, das der Braut zur persönlichen Verfügung stand – im Gegensatz zur Widerlage, die ebenfalls der Bräutigam leistete, die der Versorgung der Frau im Falle der Witwenschaft diente, und der Mitgift, die die Braut in die Ehe mit einbrachte zur Gründung des ehelichen Haushalts. Als Zuwendung eines Ehemannes an seine Frau zu deren freier Verfügung gehörte die Morgengabe bei Vorversterben des Mannes nicht zu dessen Nachlass, sondern stand im Eigentum der Frau.
In regierenden Fürstenhäusern wurden umfangreiche Vermögensdispositionen vor der Eheschließung diplomatisch ausgehandelt und vertraglich vereinbart. Zentral war dabei das Wittum bzw. Leibgedinge, das die wirtschaftliche Stellung der Frau für den Fall ihrer Witwenschaft regelte. Die Mitgift wurde nach den finanziellen Möglichkeiten der Familie der Frau bemessen, der Bräutigam setzte dieser die Widerlage in gleicher Höhe entgegen. Bei Familien der Reichsstände (Landesherren) im Heiligen Römischen Reich bestand die Morgengabe insbesondere in einem Geldbetrag, bei dem zu Lebzeiten der Ehefrau nicht der Hauptbetrag, sondern jährlich ein bestimmter Zinsbetrag ausgezahlt wurde. Von dem Rechtsbegriff matrimonium ad morganaticam („Ehe auf bloßer Morgengabe“, also ohne Leibgedinge) stammt die Bezeichnung Morganatische Ehe für nicht ebenbürtigen Eheschließungen.  
Nach österreichischem Recht (§ 1232 ABGB) gab es die Morgengabe als Geschenk des Mannes an die Frau noch bis Ende 2009; das entsprechende Gesetz stammte aus dem Jahr 1811.
Höhe der Morgengabe in reichsständischen Häusern
Für landesherrliche Familien (Häuser) des Heiligen Römischen Reichs gibt Johann Jacob Moser im 20. Band des Teutschen Staats-Rechts für nach 1650 abgeschlossene Ehen folgende Beträge der Morgengabe an („fl“ = Gulden; „Thl“ = Taler; „RThl“ = Reichstaler; „Seite“ bezieht sich auf diejenige im angegebenen Band):
| Haus        | Jahr                                  | Hauptbetrag                         | Verzinsung  | Seite  |
| Bayern      | 1685                                  | 50.000 fl.                          | k. A.       | 255    |
| Sachsen     | 1655                                  | 6.000 Rthl.                         | 300 Rthl.   | 258    |
|             | 1656                                  | 2.000 fl.                           | 200 fl.     | 259    |
|             | 1661                                  | 2.000 fl.                           | 200 fl.     | 259 f. |
|             | 1662                                  | 2.000 Thl.                          | 200 Thl.    | 259    |
|             | 1671                                  | 6.000 Rthl.                         | k. A.       | 257    |
|             | 1683                                  | 2.000 Thl.                          | 200 Thl.    | 259    |
|             | 1684                                  | 2.000 fl.                           | k. A.       | 258    |
|             | 1688                                  | 2.000 Rthl.                         | 200 Rthl.   | 260    |
|             | 1689                                  | 2.000 Rthl.                         | 100 Rthl.   | 261    |
|             | 1690                                  | 2.000                               | 200 Rthl.   | 260    |
|             | 1697                                  | 6.000 fl. Rheinisch oder 4.000 Thl. | 600 fl.     | 260    |
|             | 1699                                  | 6.000 Rthl.                         | k. A.       | 258    |
| Brandenburg | 1646                                  | k. A.                               | 1.000 Rthl. | 261    |
|             | 1668                                  | k. A.                               | 6.000 Rthl. | 262    |
| Holstein    | 1668                                  | 20.000 Rthl.                        | 1.000 Rthl. | 263    |
| Mecklenburg | 1654                                  | k. A.                               | 300 Rthl.   | 264    |
|             | 1702                                  | 6.000 Thl.                          | 300 Thl.    | 264    |
| Württemberg | 1716                                  | 24.000 Thl.                         | k. A.       | 266    |
|             | 1671                                  | 4.000 fl.                           | 400 fl.     | 266    |
| Bentheim    | 1737                                  | 2.000 fl.                           | k. A.       | 268    |
| Castell     | 1678                                  | 1.000 fl.                           | 50 fl.      | 268    |
|             | 1693                                  | 1.000 fl.                           | 50 fl.      | 268    |
| Leiningen   | 1658                                  | 2.000 fl.                           | 200 fl.     | 273    |
| Reuß        | 1668                                  | 1.000 fl.                           | 50 fl.      | 274 f. |
|             | 1668                                  | 500 fl.                             | 25 fl.      | 275    |
| Schönburg   | ohne Zeitangabe „gewohnlicher massen“ | 1.000 fl.                           | 100 fl.     | 275 f. |
| Schwarzburg | 1684                                  | 1.000 fl.                           | 50 fl.      | 276    |
|             | 1684                                  | 1.000 Thl.                          | k. A.       | 276    |

## Islamischer Rechtskreis
Im Koran heißt es in der 4. Sure an-Nisāʾ („Die Frauen“) in Vers 4: „Und gebt den Frauen ihre Morgengabe als Geschenk (so daß sie frei darüber verfügen können)!“
In der islamischen Rechtswissenschaft ist eine Art von Morgengabe – mahr (Brautgabe) oder sadaq genannt – noch heute von großer Bedeutung. Die Morgengabe ist nur schwer mit Instituten des deutschen Rechts vergleichbar, da sie verschiedene Aufgaben hat. Der vertraglich festgehaltene Betrag wird häufig zweigeteilt. Während der eine Teil sofort fällig wird, wird ein Großteil der Morgengabe erst mit Scheidung der Ehe zur Zahlung an die Frau fällig. Diese auch Abendgabe genannte Zahlung dient ihrer Absicherung nach der Scheidung bzw. dem Tod des Ehemannes und beschränkt bei entsprechender Höhe indirekt die Möglichkeit des Ehemannes, einseitig die Scheidung auszusprechen. Für den Fall eines Sich-Lossagens der Ehefrau vom Mann (Chulʿ) und der damit verbundenen Scheidung kann der Ehemann allerdings einen Teil seiner übergebenen Morgengabe zurückverlangen. Es kommt aber auch vor, dass islamische Gerichte trotz eines Scheidungsbegehrens der Frau zumindest die gesamte Morgengabe zusprechen.
In Deutschland wurde 2016 einer libanesischen Frau, die sich von ihrem deutsch-libanesischen Mann scheiden ließ, die volle Abendgabe zuerkannt, weil trotz der Eheschließung im Ausland nach jahrelangem Leben in Deutschland deutsches Recht anzuwenden sei.
Im modernen türkischen Recht besteht das Institut der Morgengabe nicht mehr; Morgengaben werden rechtlich als einfache Schenkung verstanden.

### Iranische Morgengabe
Die muslimischen iranischen Ehefrauen haben einen Rechtsanspruch auf die vereinbarte Morgengabe (§ 1091 Iranisches Zivilgesetzbuch). Wenn die Morgengabevereinbarung zum Zeitpunkt der Eheschließung nicht bestimmt oder ausgeschlossen wurde, wird die „übliche“ Morgengabe geschuldet (§ 1087 Iranisches Zivilgesetzbuch).
Die Morgengabe hat unter anderem eine ideelle und eine praktische Bedeutung. Die Vereinbarung einer Morgengabe in der iranischen Kultur stellt einen traditionellen Bestandteil der Eheschließung dar, deren Sinn für das Eingehen der dauerhaften Ehe zu sehen ist. Die heutige Funktion der Morgengabe hat den Charakter einer Lebensversicherung für die muslimischen Ehefrauen. Die Morgengabe ist für diese auch eine finanzielle Absicherung für den Fall der Scheidung, weil sie in der Regel keinen Anspruch auf Güterausgleich und nur einen zeitlich begrenzten Anspruch auf nachehelichen Unterhalt haben. Die Regelungen zum islamischen Erbrecht, dass der überlebenden Frau nur das Erbteil von einem Viertel, für den Fall, dass Kinder vorhanden sind, sogar nur von einem Achtel zusteht, gibt Anlass, eine höhere Morgengabe zu vereinbaren. Beim Tod des Ehemannes kann die Frau ihre Morgengabe aus der Erbmasse mit Priorität beanspruchen, erst dann wird der Rest verteilt.
Für die Bemessung der Höhe der Morgengabe spielen mehrere Faktoren eine Rolle, wie das Alter der Ehefrau zur Zeit der Heirat, ihre Schönheit, ihr eigenes Vermögen, die örtlichen und zeitlichen Verhältnisse, ihre Geistesgaben, ihre Tugend und Frömmigkeit, die Höhe der Brautgaben ihrer Schwestern, das Vermögen des Vaters der Braut zum Zeitpunkt der Eheschließung, der Status des Ehemanns und dessen Vermögen wiederum zum Zeitpunkt der Heirat und nicht zuletzt ihre Jungfräulichkeit. In der Regel hat sich im Iran durchgesetzt, dass der Hauptanteil der Morgengabe in Goldmünzen versprochen wird und sich aus dem Geburtsjahr der Braut ableitet, als maximale Höhe der Morgengabe, deren genaue Höhe davon ausgehend auf Grund der oben genannten Faktoren spezifiziert wird.
Tatsächliche Funktion der „exzessiven“ Höhe der Morgengabe
Die Männer erhöhen ihr Ansehen in der Gesellschaft durch eine hohe Morgengabe und haben die Möglichkeit, sich unter mehreren Mitbewerbern vor der Frau hervorzuheben.
Das Vermögen des Ehemanns ist in der Regel in der Höhe des Morgengabeanspruchs vor anderweitigen Ansprüchen der Gläubiger geschützt. Dies bedeutet in der Praxis, dass durch die Vereinbarung einer hohen Morgengabe für die Frau der Mann sein Vermögen vor Pfändung in einem Insolvenzverfahren durch Dritte schützen kann.
Die Funktion einer hoch bemessenen Morgengabe ist auch nicht nur das wirtschaftliche Interesse der muslimischen scheidungswilligen Ehefrau, sondern hat für die entrechtete Frau die Funktion der Waffengleichheit mit dem Mann für den Fall, dass der Mann ihrem Scheidungswunsch widerspricht und sie zwangsweise in der Ehe halten möchte. Die muslimischen iranischen Frauen haben de facto kein Recht auf Scheidung, wenn nicht außerordentliche, beinahe unrealistische Gründe vorliegen.
Die Konsequenz daraus ist, dass in der Praxis der Morgengabeanspruch von Seiten der Frau sehr hoch angesetzt wird, vor allem aus folgenden Gründen:
- damit sie nach einer Scheidung nicht im sozialen Abseits und in wirtschaftlicher Mittellosigkeit zurückgelassen wird,
- die Höhe der Morgengabe hat eine abschreckende, präventive Funktion, um die Scheidung von Seiten des Mannes nicht leichtfertig auszusprechen,
- damit die Frau Reisefreiheit, Berufsfreiheit, Studienfreiheit oder die freie Wahl des Wohnortes erwirken kann, wenn der muslimische Ehemann damit nicht einverstanden ist und ihr dieses Recht nach islamischen Familienrecht nicht gewährt,
- die muslimischen Frauen haben über die Bemessung der Morgengabe bei Scheidungswunsch die Möglichkeit, diese zu erwirken, auch praktisch gegen den Willen des Mannes,
- für muslimische Frauen kann dadurch das Sorgerecht für die minderjährigen Kinder erwirkt werden, obwohl die Kinder in der Regel ab einem gewissen Alter dem Mann bzw. der Familie des muslimischen Ehemanns zugesprochen werden.[6]